# Freddy Thévenin
Pour les articles homonymes, voir Thévenin.
Freddy Thévenin est un athlète français né le 3 juin 1977. Spécialiste de l'ultra-trail, il a notamment remporté l'Ultra Maurice en 2014. Il a en outre terminé troisième de l'Ultra-Trail World Tour 2015.

## Résultats
| no  | masculin           | Course        | Longueur | Départ          | Temps            |
| --- | ------------------ | ------------- | -------- | --------------- | ---------------- |
| 2e  | Médaille d'argent  | Grand Raid    | 163,5 km | 17 octobre 2013 | 25 h 40 min 46 s |
| 1er | Médaille d'or      | Ultra Maurice | 120 km   | 26 juillet 2014 | 17 h 14 min 48 s |
| 3e  | Médaille de bronze | Grand Raid    | 164,6 km | 22 octobre 2015 | 25 h 17 min 48 s |